# Jane Austen förstörde mitt liv
Jane Austen förstörde mitt liv (franska: Jane Austen a gâché ma vie) är en fransk romantisk komedifilm som hade premiär den 9 september 2024 på Toronto International Film Festival. Filmen är regisserad av Laura Piani som även skrivit filmens manus.

## Handling
Filmen handlar om Agathe, en ensamstående bokhandlare som är på jakt efter kärlek och personlig tillfredsställelse.

## Rollista (i urval)
- Camille Rutherford - Agathe Robinson
- Pablo Pauly - Félix
- Charlie Anson - Oliver
- Annabelle Lengronne - Chéryl
- Liz Crowther - Beth